# Denkmalliste des Landes Rheinland-Pfalz
Die Denkmalliste des Landes Rheinland-Pfalz ist das amtliche, nachrichtlich geführte Verzeichnis der Kulturdenkmäler im Land Rheinland-Pfalz. Sie wird erstellt und herausgegeben von der Generaldirektion Kulturelles Erbe Rheinland-Pfalz.

## Gesetzliche Grundlage
Gesetzliche Grundlage der Denkmalliste ist das Denkmalschutzgesetz (DSchG) des Landes Rheinland-Pfalz. §10 regelt, dass geschützte Kulturdenkmäler in eine Denkmalliste einzutragen sind. Sie wird von der Denkmalfachbehörde erstellt und fortgeführt. Eintragungen und Löschungen erfolgen von Amts wegen.

## Geschichte
Nach der Verabschiedung des Denkmalschutz- und -pflegegesetzes vom 23. März 1978 begann Rheinland-Pfalz 1985 im Rahmen der Denkmaltopographie Bundesrepublik Deutschland für einzelne Landkreise und kreisfreie Städte Buchbände mit bebilderten und kommentierten Denkmalverzeichnissen herauszugeben. Bis Anfang 2018 wurden in dem Land insgesamt 33 Bände dieser Reihe zu 20 Landkreisen und kreisfreien Städten veröffentlicht.
In denjenigen Landkreisen und Städten, für die bis dahin noch keine Denkmaltopographie erarbeitet worden war, wurde zwischen 1996 und 2000 im Auftrag des Kulturministeriums eine Denkmal-Schnellerfassung durchgeführt. Dieser Datenbestand wird seither laufend um neue Denkmäler, Anschriftenänderungen oder Abbrüche ergänzt und im Internet veröffentlicht. Die bekannten, verborgenen archäologischen Denkmäler sind wegen ihrer Gefährdung in diesem Verzeichnis nicht aufgeführt.